# Tracey E. Bregman
Tracey Elizabeth Bregman (Monaco di Baviera, 29 maggio 1963) è un'attrice statunitense.
È famosa soprattutto per il ruolo di Lauren Fenmore in Febbre d'amore e Beautiful.

## Biografia e Carriera
Bregman nasce a Monaco di Baviera in Germania dal compositore Buddy Bregman e dall'attrice canadese Suzanne Lloyd. Inizia la sua carriera nel 1978 nel film per la televisione Three on a Date. Nel 1978 entra nel cast della soap opera Il tempo della nostra vita nel ruolo di Donna Temple Craig. Rimane nella soap fino al 1980. Nel 1981 interpreta Ann Thomerson nel film Compleanno di sangue. Nel 1983 entra nel cast principale della soap opera Febbre d'amore nel ruolo di Lauren Fenmore, rimanendo fino al 1995 per poi ritornare dal 2000 ad oggi. Interpreta lo stesso ruolo nella soap opera Beautiful dal 1992 al 1993, dal 1995 al 1999 e come ospite nel 2002, nel 2004, nel 2007, nel 2022, nel 2023 e nel 2024. Nel corso della sua carriera appare in serie tv come Love Boat, Saranno famosi, Professione pericolo, The Family Tree e Gavilan.

### Vita privata
Bregman sposa Ronald Recht nel 1987 ma divorziano dopo 23 anni di matrimonio nel 2010. Assieme hanno due figli Austin, nato nel 1991 e Landon, nato nel 1996.

## Filmografia

### Cinema
- Compleanno di sangue (1981)
- The Concrete Jungle (1982)
- The Funny Farm (1983)
- Misogynist (2013)

### Televisione
- Three on a Date - film TV (1978)
- Il tempo della nostra vita - soap opera (1978-1980)
- The Girl with ESP - film TV (1979)
- The Littlest Hobo - serie TV, 1 episodio (1980)
- Love Boat - serie TV, 2 episodi (1982)
- Saranno famosi - serie TV, 1 episodio (1982)
- Professione pericolo - serie TV, 1 episodio (1983)
- The Family Tree - serie TV, 1 episodio (1983)
- Gavilan – serie TV, 1 episodio (1983)
- Febbre d'amore - soap opera (1983-1995, 2000-in corso)
- Beautiful - soap opera (1992–1993, 1995-1999, 2002, 2004, 2007, 2022, 2023, 2024)
- Il sesso e Mrs. X - film TV (2000)
- Spyder Games - serie TV, 2 episodi (2001)
- Low Lifes - film TV (2012)
- A Very Charming Christmas Town - film TV (2020)